# Огастес Херви, 3-й граф Бристоль
Адмирал Огастес Джон Херви, 3-й граф Бристоль (англ. Augustus John Hervey, 3rd Earl of Bristol; 19 мая 1724 — 23 декабря 1779) — британский дворянин, морской офицер и политик. Он командовал кораблем шестого ранга HMS Phoenix в битве при Минорке в мае 1756 года, а также кораблем третьего ранга HMS Dragon при взятии Белль-Иль в июне 1761 года, вторжении на Мартинику в январе 1762 года и битве при Гаване в июне 1762 года во время Семилетней войны. Он стал главным секретарем Ирландии, а затем первым морским лордом. Он был известен как английский Казанова из-за своей яркой личной жизни.

## Ранняя жизнь
Родился 19 мая 1724 года в графстве Дербишир. Второй сын Джона Херви, лорда Херви (1696—1743), и Мэри Лепелл (1700—1768). Он учился в Вестминстерской школе с 1733 года. Он поступил на службу в Королевский флот в 1735 году и был произведен в лейтенанты в 1740 году.

## Военно-морская карьера
Назначен на пост капитана 15 января 1747 года, Огастес Херви получил командование над кораблем третьего ранга HMS Princess, а позже на корабль шестого ранга HMS Phoenix в январе 1752 года, и с ней в бой из Минорка в мае 1756 года. Он продолжал командовать кораблем четвёртого ранга HMS Defiance позднее в том же месяце, кораблем третьего ранга HMS Hampton Court в мае 1757 года и кораблем третьего ранга HMS Monmouth в марте 1758 года.
Огастес Херви отличился в нескольких столкновениях с французами и оказал большую помощь адмиралу Эдварду Хоуку в 1759 году, хотя он вернулся в Англию перед битвой у залива Киберон в ноябре 1759 года. Он принял командование кораблем третьего ранга HMS Dragon в марте 1760 года и участвовал в боевых действиях во время захвата Бель-Иля в июне 1761 года, вторжения на Мартинику в январе 1762 года и битвы при Гаване в июне 1762 года, прежде чем перейти на корабль четвёртого ранга HMS Centurion в мае 1763 года.
С отличием отслужив в Вест-Индии под командованием Джорджа Бриджеса Родни, его активная жизнь на море прекратилась, когда в феврале 1763 года был заключен Парижский мир. Однако в этом году он был номинально главнокомандующим Средиземноморским флотом. Он был произведен в контр-адмиралы 31 марта 1775 года и в вице-адмиралы 23 января 1778 года. Он был известен как английский Казанова благодаря своей яркой личной жизни.

## Политическая карьера
Огастес Херви был членом парламента от Бери-Сент-Эдмундса с 1757 по 1763 год и, после непродолжительного членства в Салташе, снова представлял Бери-Сент-Эдмундс с 1768 года, пока не сменил своего старшего брата в качестве 3-го графа Бристоля в 1775 году. Став членом Палаты лордов, он автоматически лишился права заседать в Палате общин. Он часто принимал участие в дебатах в парламенте и часто публиковался в периодических изданиях. Он был противником министерства Рокингема и сильным защитником адмирала Кеппела, с которым он тесно сотрудничал. Он был слугой в опочивальне короля Георга III с 1763 по 1775 год и главным секретарем лорда-лейтенанта Ирландии с 1766 по 1767 год. Он вступил в Совет адмиралтейства в качестве первого лорда флота в министерстве Норта в феврале 1771 года и вышел из состава Совета адмиралтейства в апреле 1775 года.

## Личная жизнь

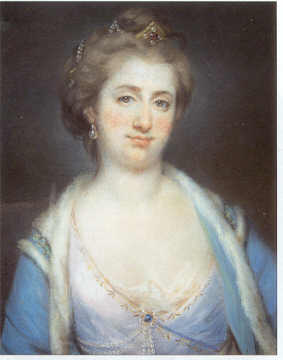
Элизабет Чадли

В августе 1744 года Огастес Херви был тайно женат на Элизабет Чадли (1720 — 26 августа 1788), дочери полковника Томаса Чадли и Генриетты Клиффорд, впоследствии герцогине Кингстон, но этот союз был расторгнут в 1769 году. Огастес Херви, лорд Бристоль, скончался, не оставив законного потомства.
Примерно в 1765 году Огастес Херви заплатил за то, чтобы актриса Энн Эллиот (1743—1769) ушла со сцены и стала его любовницей. В дальнейшем она возьмет в любовники брата короля. С 1775 года Огастес Херви взял в любовницы Мэри Несбитт (1743—1825), бывшую известную модель для художников. Они жили вместе, по-видимому, преданно, в его доме в графстве Суррей в Норвуд-хаусе, и она получила собственность по его завещанию. Он внес изменения в Норвуд-хаус, включая декоративное озеро и конюшню.
Он умер от подагры в желудке на Сент-Джеймс-сквер в Лондоне 23 декабря 1779 года в возрасте 55 лет и был похоронен в Икворте в графстве Саффолк. Ему наследовал его младший брат, Фредерик Херви, епископ Дерри.
Многие из его писем хранятся в Архиве, а его дневники — в Британском музее. Другие письма напечатаны в газетах Гренвилла, том 3 и 4 (Лондон, 1852—1853), и в Жизни Адмирала Кеппела, преподобного Томаса Кеппела (Лондон, 1852). Херви-Бей, Квинсленд, залив и город в Австралии, была названа в его честь капитаном Джеймсом Куком во время проведения обследования восточного побережья Австралии 22 мая 1770 года. Бристольский залив, богатые ловлей лосося на юго-западе Аляски, был так названа в честь Херви капитаном Джеймсом Куком, который впервые наметил области в июле 1778 года. Остров Бристол, пятимильная покрытая льдом подверженная землетрясениям цепь вулканов на Южных Сандвичевых островах и коралловый атолл, включающий острова Мануаэ и Те-О-О-Ту на островах Кука, также были названы в честь Херви капитаном Джеймсом Куком.